# Albedo geométrico
El albedo geométrico de un cuerpo astronómico es la razón de su brillo real con un ángulo de fase de valor cero (es decir, cuando se ve desde la fuente de luz) a un disco ideal que completamente reflectante y lambertiano, con la misma sección cruzada.
La reflexión difusa implica que la radiación se refleja isotrópicamente sin que exista memoria de la localización de la fuente de luz incidente. 
Un ángulo de fase cero corresponde a mirar a lo largo de la dirección de la iluminación. Para observadores terrestres esto sucede cuando el cuerpo en cuestión está en oposición y en la eclíptica. 
El albedo geométrico visual se refiere a la cantidad de albedo geométrico cuando cuenta sólo para la radiación electromagnética en el espectro visible.

## Definiciones equivalentes
Para el caso hipotético de una superficie plana, el albedo geométrico es el albedo de la superficie cuando la fuente de iluminación proviene de un haz de radiación que viaja perpendicular a la superficie. 

## Ejemplos
El albedo geométrico puede ser mayor o menor que el albedo de Bond, dependiendo de la superficie y las propiedades de la atmósfera del cuerpo en cuestión.: